# 射鵰英雄傳EAGLET
《射鵰英雄傳EAGLET》（日语：射鵰英雄伝EAGLET）為白井三二朗所畫的日本漫畫作品，翻譯協力由金海南擔任。本作改編自金庸的武俠小說《射雕英雄傳》，在《月刊少年天狼星》2009年3月號至2010年12月號連載。

## 故事簡介
故事的舞台為13世紀的中國大陸。是南宋與北方的金國對立導致人民疲病的時代。於是持有俠義之心的少年、郭靖和黄蓉開始在這江湖中展開兩人的冒險。
另外，標題的「EAGLET」為「老鷹的孩子」之意。

## 登場人物
郭靖
本作的主角。有著出生之前的記憶，還在母親胎內時，就記得父親被金兵殺掉（原作則是與母親相依為命）。
性格樸拙愚鈍，但卻有仁厚的俠義之心、有著不斷想要讓自己更強的勇氣。在故事開始時，功夫還不到家，想要進入道場學武也被拒絕。第一集時，黄蓉教他使用內功，接著在獄中巧遇洪七公，被他傳授降龍十八掌的初階武功。因此讓他和黃蓉有從金兵手下守住集落，擊退黑風雙煞等活躍的事情。
擊退黑風雙煞後因為黃蓉湊熱鬧之故，被拉著參與江南武術大會，並與宿敵楊康再度交手。洪七公為了調查歐陽鋒出沒在武術大會的目的而訓練郭靖，讓郭靖武術逐漸變強。黃蓉被楊康所敗後數度挑戰楊康，卻仍救不敵其白骨爪威力。在歐陽鋒指點下參透武學捨棄五感，終於在比武大會打敗楊康，取得首勝。
洪七公被毆陽鋒鐵箏所傷後自知心智將逐漸受到控制，所以花了一夜時間將降龍十八掌全部傳授給郭靖。郭靖和黃蓉後來從丐幫口中知道洪七公身陷趙王府便前往救援，但洪七公被洗腦後訓練出了另一批能使用降龍十八掌的士兵卻讓他陷入苦戰，最後更是被洪七公的打狗棒法擊敗。
受重傷的郭靖想起了母親，並在大牢中遇到為救穆念慈而身陷囹圄的楊康，兩人聯手大鬧趙王府，並合作讓洪七公恢復心智。最後郭靖前去追殺殺父仇人完顏洪烈，即使身受重傷仍是打死不退，最後趙王府爆炸陷入火海，郭靖不知所終。
郭靖給黃蓉捎來了信說那天被毆陽鋒所救，因為自責自己不成熟讓黃蓉陷入危險的關係所以不希望再與黃蓉碰面，黃蓉傷心不已。數月後，郭靖黃蓉再度重逢，郭靖成為反金義勇軍首領，並故意裝作不認識黃蓉...
但後來郭靖領軍出戰金兵時身陷危難，黃蓉出手相救時情不自禁叫了聲「蓉兒」，兩人終於再度相認，從此攜手江湖。
黄蓉
天下五絕「東邪」黃藥師之女。性格擅長計算利弊，機變百出，在漫畫中說話口音使用關西腔。
性格早熟且聰慧，是名相當聰明的女孩。功夫也相當不錯，學有「彈指神通」的招式。和郭靖浪跡江湖期間指導他如何使用內功，兩人是一對活寶。
黑風雙煞事件和郭靖皆為梅超風所傷，黃蓉幫助郭靖將自身內功貫入其雙手當成武器，成功將梅超風雙手削下。
後來玩興大發拉著郭靖參加江南武術大會，並邂逅了穆念慈。之後發覺楊康也是出身牛家村的事實，試圖與其交手探出全貌卻被楊康擊敗。黃蓉的落敗刺激了郭靖想變強的意志，最後郭靖終於打敗楊康。
洪七公身陷趙王府後，與郭靖、穆念慈、丐幫中人前去救人，卻不敵眾衛兵而被關入大牢，更與郭靖就此失散。
後來黃蓉從郭靖捎來的信知道郭靖後來被毆陽鋒所救，卻因為自責自己不成熟讓黃蓉陷入危險的關係所以不希望再與她碰面而傷心不已。數月後，郭靖黃蓉再度重逢，郭靖成為反金義勇軍首領，並故意裝作不認識黃蓉。看著郭靖逐漸變強的背影，黃蓉感到前所未有的落寞。
當郭靖領軍出戰金兵時身陷危難時，難以割捨這份情感的黃蓉還是選擇出手相救，郭靖情不自禁叫了聲「蓉兒」，兩人終於再度相認，從此攜手江湖。
楊康
和郭靖一樣、擁有出生之前記憶的少年。個性心高氣傲，卻又不失沉穩。表面上看似難以接近，但其實本性相當溫柔。擅長武功為「九陰白骨爪」，同時也是郭靖的宿敵。
自幼便生活在趙王府中，並拜在全真教丘處機門下。一次執行刺殺金公主蕭姬時受了重傷，反而被蕭姬收留照顧。但之後他才發現照顧他的「蕭姬」其實是真正蕭姬的影武者(即穆念慈)，為了保護念慈而將蕭姬殺害。
在郭靖受洪七公指導初學降龍十八掌時，第一次與郭靖對戰，卻被郭靖傷了雙臂。
後來參加江南武術大會時與穆念慈再度重逢並認出了對方，也因此在賽場上有所猶豫。後來在沙同善暗施偷襲之際出手保護了念慈，卻也讓念慈失去比武資格。藉著九陰白骨爪重創黃蓉與郭靖，一度把郭靖逼入絕境，但郭靖受到歐陽鋒指導後捨棄五感，就此反敗為勝打敗楊康。
在郭靖等人前來趙王府救援洪七公時，為了保護念慈與趙王府的衛兵交手而被視為叛徒。楊康捨身讓念慈逃脫，也被念慈認出了自己的真實身分，遭到衛兵亂箭射傷，關入大牢。
被關入大牢後遇到了郭靖，昔日宿敵彼此放下成見就此聯手大鬧趙王府，並合作讓洪七公恢復心智。在郭靖追殺完顏洪烈時自願為他斷後，並稱這是身為牛家村一份子的情義。
趙王府事件後與穆念慈從此生活在一起，淡出江湖。
穆念慈
出生於荷塘村的少女，個性天真單純，溫柔善良，喜歡楊康。
三年前被金公主蕭姬當作影武者藏匿於宮中，後來遇到行刺蕭姬卻受傷的楊康，對他暗生情愫。後來亂民進入王城要將獨裁的蕭姬殺掉時，穆念慈被當成蕭姬而被追殺。真正的蕭姬更是打算將念慈殺害好讓自己能夠逃脫，此時楊康出手殺了蕭姬救了念慈，並把她帶回荷塘村。
為了找尋救了自己一命的楊康，穆念慈從此行走江湖，並學習槍法，後來在江南武術大會認識了黃蓉和郭靖。在與楊康進行擂台戰時並未認出對方就是救了自己的人，楊康卻認出了念慈而不忍心下手。
後來與郭靖等人前往趙王府救洪七公，與楊康再度相逢。楊康為了保護念慈與趙王府的衛兵交手而被視為叛徒，楊康捨身讓念慈逃脫，卻也被念慈認出了自己的真實身分。之後楊康被衛兵亂箭射傷，念慈也不敵眾衛兵而與黃蓉被關入大牢。
後來被洪七公救出，與楊康從此生活在一起，淡出江湖。
洪七公
郭靖在監獄中遇到的老武者，真面目是天下五絕的「北丐」。因為認同郭靖的俠義之心、於是教他「降龍十八掌」中的初階「亢龍有悔」。
因為九陰真經流落至趙王府中，為了調查歐陽鋒出沒在武術大會的目的而訓練郭靖，讓郭靖武術逐漸變強。
武術大會結束後為了幫助迷途小孩，卻反而中了歐陽鋒陷阱，被毆陽鋒鐵箏所傷。自知心智將逐漸受到控制的洪七公花了一夜時間將降龍十八掌全部傳授給郭靖，就此投身趙王府。
投身趙王府的洪七公被洗腦，訓練出了一批能使用降龍十八掌的士兵，並用打狗棒法擊敗前來救他的郭靖。後來郭靖與楊康聯手，趁隙將內功打入洪七公腦中讓他心智恢復正常。
歐陽鋒
天下五絕的「西毒」。手中持有附有雙蛇的拐杖，擅長使用「毒氣功」。洪七公的死對頭。
因為九陰真經流落至趙王府中，而受完顏洪烈之邀參與武術大會，暗中與洪七公較勁。在郭靖敗於楊康時為證明自己武功勝於洪七公出手指點郭靖，讓郭靖捨棄五感，就此反敗為勝打敗楊康。
武術大會結束後安排陷阱，利用鐵箏上的內功打入洪七公腦海，讓洪七公逐漸迷失心智，降於趙王府。
後來郭靖和楊康聯手，趁隙將內功打入洪七公腦中讓他心智恢復正常。為了諷刺洪七公，在趙王府深陷火海時，歐陽鋒出手救了郭靖，從此不知所終。
黑風雙煞
美女武者，真名是梅超風。留著姬髮式的美女、性格冷酷，為了學到高超的武功，而不惜殺人。也有相當的天份。在看到郭靖使出的「亢龍有悔」數次後，也跟著學會「亢龍有悔」。
過去其實溫柔婉約，會想學到高超武功的原因源自病弱的丈夫陳玄風，兩人希望能探得更深一層的武學，但陳玄風最終病逝，臨終前將九陰真經交給了妻子梅超風。
難過的梅超風從此變的性子冷酷，並重創郭靖和黃蓉。後來梅超風為丈夫掃墓時再度與郭靖和黃蓉交手，幫助郭靖將自身內功貫入其雙手當成武器，成功將梅超風雙手削下。
當郭靖要梅超風接受制裁時，梅超風甘願自捨雙目，從此飄然遠去，不知所終。

## 外部連結
- （日語）《月刊少年Sirius》官方網站 作品介紹

## 關連項目
- 射鵰英雄傳
- 金庸